# Haapsalu bykommune
Haapsalu bykommune (estisk: Haapsalu linn) er en bykommune (estisk: linn) i det nordvestlige Estland.
Haapsalu bykommune ligger i amtet (estisk: maakond) Läänemaa (dansk: Wiek). Hovedbyen er byen Haapsalu. Kommunen har et areal på 272 km2
og et befolkningstal på 13.379 (2024) indbyggere.
Kommunen, som opstod gennem en sammenlægning af den gamle Haapsalu bykommune med Ridala ved en landsomfattende administrativ reform i Estland 1. november 2017, har et befolkningstal på 13.379 (2024) indbyggere (Ridala cirka 3.500) (1. januar 2018). Kommunens areal voksede til 272 km2
ved sammenlægningen. Reformen reducerede antallet af kommuner i Estland fra 213 til 79.